# جمال تومسون
جمال تومسون هو لاعب كرة القدم الكندية كندي، ولد في 18 أكتوبر 1989 في تورونتو في كندا.